# Lobophytum salvati
Lobophytum salvati is een zachte koraalsoort uit de familie Alcyoniidae. De koraalsoort komt uit het geslacht Lobophytum. Lobophytum salvati werd in 1970 voor het eerst wetenschappelijk beschreven door Tixier-Durivault. 